# Психологія мислення
Психологія мислення (нім. Denkpsychologie) — напрям у психології, що належить до загальної психології, започаткований представниками Вюрцбурзької школи.
На початку XX століття німецький психолог Освальд Кюльпе очолював групу науковців, що працювала у Вюрцбурзі, звідки й походить назва школи. Психологію мислення як напрямок психологічних досліджень розробили представники Вюрцбурзької школи та біхевіоризму.

## Сфера дослідження
Психологія мислення займається науковим дослідженням мислення на таких головних напрямах:
- Вирішення завдань
- Форммування висновків
- Формування понять
- Індуктивне мислення

## Представники
- Карл Дункер
- Освальд Кюльпе
- Нарцис Ах
- Вільгельм Вундт
- Карл Бюлер
- Макс Вертгаймер

## Методи наукового дослідження
- Інтроспекція
- Думання вголос
- Завдання операціоналізації (напр. Ханойська вежа)